# شوقي بن سعادة
شوقي بن سعادة (بالفرنسية: Chaouki Ben Saada)‏ (من مواليد 1 يوليو، 1984 في بلدية باستيا، فرنسا) هو لاعب كرة قدم تونسي دولي، يلعب حاليا في صفوف نادي تروا في فرنسا.

## روابط خارجية
- شوقي بن سعادة على موقع الاتحاد الدولي (مؤرشف)  (الإنجليزية)
- شوقي بن سعادة على موقع رابطة كرة القدم الفرنسية للمحترفين (الإنجليزية)
- شوقي بن سعادة على موقع قاعدة بيانات كرة القدم.إي يو (الإنجليزية)
- شوقي بن سعادة على موقع ناشيونال فوتبول تيمز (الإنجليزية)
- شوقي بن سعادة على موقع Soccerway.com (الإنجليزية)
- شوقي بن سعادة على موقع عالم كرة القدم.نت (الإنجليزية)
- شوقي بن سعادة على موقع كووورة
- شوقي بن سعادة على موقع AS.com (الإسبانية)